# 1-2-Switch
1-2-Switch — компьютерная игра в жанре пати-гейм. Она была выпущена и издана Nintendo эксклюзивно на Nintendo Switch 3 марта 2017 года. Игра фокусируется на контроллерах Joy-Con, которые используются в различных мини-играх. На конец 2019 года было продано 3.18 миллион копий по всему миру, сделав 1-2-Switch одной из самых продаваемых игр на Nintendo Switch, несмотря на смешанные оценки.

## Геймплей
1-2-Switch — это пати-игра, в которой игроки обычно не полагаются на происходящее на экране, а используют звуковые сигналы и функциональные возможности Joy-Con для участия в нескольких различных играх. В игре представлено 28 различных мини-игр, в большинстве из которых участвуют два игрока, каждый из которых использует один из контроллеров Joy-Con, и им часто предлагается смотреть друг на друга во время игры. Помимо обучающих видеороликов для каждой игры, игроки в основном полагаются только на звуковые сигналы и обратную связь от вибрации Joy-Con, чтобы определить, насколько хорошо они справляются со своей задачей.

## Разработка
После того, как Nintendo анонсировала игру на мероприятии Nintendo Switch в январе 2017 года, Nintendo продемонстрировала публике шесть мини-игр. Игра также была представлена, чтобы продемонстрировать инновационные возможности Joy-Con с помощью функций HD Rumble и IR Motion Camera.
Чтобы продвигать мини-игру с дойкой и Nintendo Switch, несколько представителей Nintendo of America приняли участие в соревновании по дойке коров на молочной ферме в Вудстоке, штат Вермонт. Грей Делайл появляется на обложке, хотя её нос подкорректирован, чтобы он выглядел больше.

## Приём
| Сводный рейтинг       | Сводный рейтинг |
| Агрегатор             | Оценка          |
| --------------------- | --------------- |
| GameRankings          | 59,00 %         |
| Metacritic            | 58/100          |
| Иноязычные издания    |                 |
| Издание               | Оценка          |
| Destructoid           | 4,5/10          |
| Game Informer         | 4/10            |
| GameSpot              | 6/10            |
| IGN                   | 6,8/10          |
| Nintendo Life         | [ 15 ]          |
| Nintendo World Report | 6,5/10          |

1-2-Switch получила "смешанные" отзывы, согласно агрегатору рецензий Metacritic.
После выпуска первого трейлера несколько комментаторов сравнили игру с серией игр WarioWare. Бен Скиппер из International Business Times обратил внимание на сексуальные намёки в игре.
Решение Nintendo выпустить игру отдельно от консоли подверглось критике со стороны нескольких комментаторов, утверждающих, что игра была бы лучше, если бы она была комплектной игрой, как и в случае с Wii Sports для Wii, хотя Nintendo заявила, что решила позволить покупателям самим выбрать игру для покупки, а не включать её в комплект и повышать цену консоли, что могло не заинтересовать покупателей и поставить под угрозу её продажи. Кори Арнольд из Destructoid раскритиковал отсутствие настоящего однопользовательского режима и даже сказал, что мини-игры хуже, чем то, что было включено в Wii Sports, утверждая, что в них отсутствует какой-либо прогресс.

### Продажи
К апрелю 2017 года Nintendo сообщила, что 1-2-Switch разошлась по миру тиражом около миллиона копий. К марту 2018 года это число выросло до более чем двух миллионов. К июню 2019 года общий объём продаж достиг 3,01 миллиона. В "CESA Games White Papers" за 2022 год указано, что по состоянию на 31 декабря 2021 года 1-2-Switch была продана в количестве 3,63 миллиона экземпляров.

### Награды
| Год  | Награда                                               | Категория                        | Результат | Ссылка        |
| ---- | ----------------------------------------------------- | -------------------------------- | --------- | ------------- |
| 2018 | National Academy of Video Game Trade Reviewers Awards | Control Design, 2D or Limited 3D | Номинация | [ 29 ] [ 30 ] |
| 2018 | National Academy of Video Game Trade Reviewers Awards | Game, Music or Performance Based | Номинация | [ 29 ] [ 30 ] |